# Neil Macfarlane
David Neil Macfarlane (né le 7 mai 1936) est un homme politique du Parti conservateur au Royaume-Uni.

## Biographie
Macfarlane se présente pour la première fois au Parlement en 1970 à East Ham North, mais est battu par Reg Prentice du Labour. Il est élu député de Sutton et Cheam en février 1974, regagnant le siège du libéral Graham Tope qui l'avait battu lors d'une élection partielle seulement 14 mois plus tôt.
Macfarlane occupe quelques postes ministériels, dont l'Éducation et la Science et les Arts (1979-1981), et l'Environnement et le Sport (1981-1985).
Macfarlane se retire du Parlement en 1992 et est remplacé par Lady Olga Maitland. Il écrit, avec Michael Herd, ses mémoires de l'époque où il est ministre des Sports, Sport et politique : un monde divisé (Willow, 1986). Il est fait chevalier dans les honneurs du Nouvel An 1988.